# Lasana
Lasana – jednostka osadnicza w Stanach Zjednoczonych, w stanie Teksas, w hrabstwie Cameron.